# Île Plate (Rodrigues)
Pour les articles homonymes, voir île Plate.
L'île Plate est une petite île au sud de Rodrigues. Elle se trouve à l'intérieur du lagon de cette dépendance de la république de Maurice également située dans l'océan Indien.